# Georges Darboy

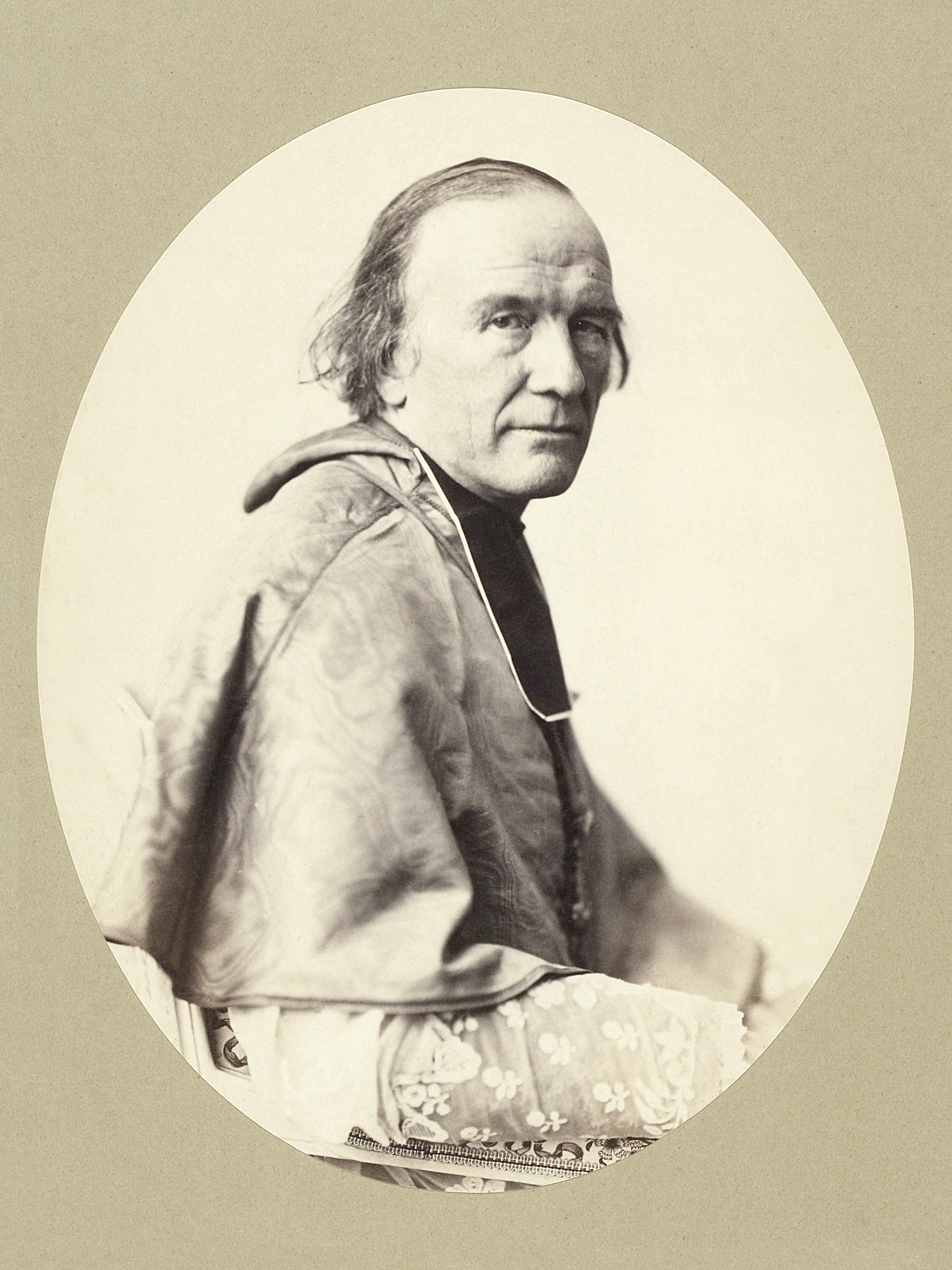
Erzbischof Georges Darboy (ca. 1865)

Wappen des Erzbischofs

Georges Darboy (* 16. Januar 1813 in Fayl-Billot; † 24. Mai 1871 in Paris) war Erzbischof von Paris.

## Leben
Georges Darboy wurde in der Nähe von Langres als Sohn von Gewürzhändlern geboren, besuchte das Priesterseminar in Langres und empfing 1836 die Priesterweihe. Er war zunächst Vikar von Notre-Dame in Saint-Dizier und dann ab 1840 Professor am Seminar in Langres. Als das Seminar einem religiösen Orden übergeben wurde, ging Darboy 1845 nach Paris in die Dienste des Pariser Erzbischofs Denis Affre, wo er sich durch eine Übersetzung der Werke des Pseudo-Dionysius Areopagita (Paris 1845) Bekanntheit verschafft hatte.

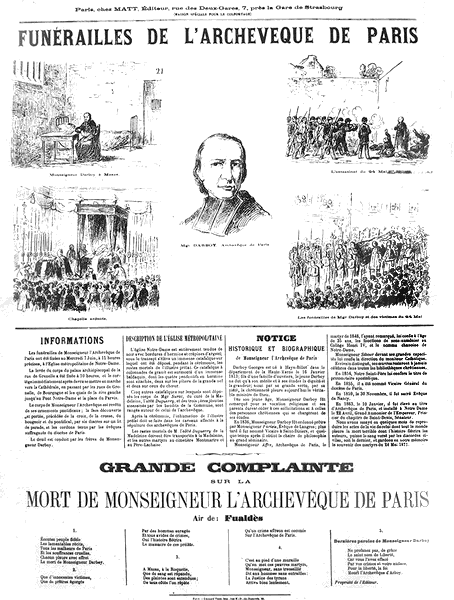
Flugblatt zum Tode Georges Darboys

Zunächst beigeordneter Priester am Kloster der Karmeliten und 1846 Almosenier des Lycée Henri IV, wurde er bald zum Titularkanonikus von Notre-Dame ernannt. Im November 1854 begleitete er den Erzbischof Auguste Sibour nach Rom und erhielt vom Papst den Titel eines Apostolischen Protonotars erster Klasse. 1855 wurde er zum Titulargeneralvikar von Paris, 1859 zum Bischof von Nancy, am 10. Januar 1863 durch kaiserliches Dekret zum Erzbischof von Paris erhoben. Am 8. Januar 1864 wurde er Großalmosenier des Kaisers, am 5. Oktober 1864 Senator und im August 1866 Mitglied des öffentlichen Unterrichtsrats.
Darboy war von gemäßigter Haltung und ein Gegner der ultramontanen Richtung der Jesuiten, weswegen sich Papst Pius IX. hartnäckig weigerte, dem vom kaiserlichen Hof stark geförderten Erzbischof die Kardinalswürde zu verleihen. Auf dem vatikanischen Konzil bestritt Darboy als inopportuniste offen die Unfehlbarkeitslehre, protestierte gegen die aufoktroyierte Tagesordnung, die eine freie Beratung über das Thema ausschloss, und trat mehrmals, besonders in seiner Rede vom 20. Mai 1870, für die Rechte der Bischöfe gegenüber dem vom Konzil gelehrten sehr weitgehenden Jurisdiktionsprimat des Papstes ein. Er stimmte gegen das Unfehlbarkeitsdogma, und sein Denken wurde für die in Opposition zum Konzil sich formierende Altkatholische Kirche einflussreich.
Nach seiner Rückkehr nach Paris im Juli 1870 blieb er sowohl während der deutschen Belagerung als auch nach dem Aufstand der Pariser Kommune vom 18. März 1871 in der Stadt. Am 4. April wurde Darboy als Geisel für gefangene Kommunarden festgesetzt und am Abend des 24. Mai zusammen mit vier weiteren Geistlichen sowie dem Juristen Louis-Bernard Bonjean, dem Präsidenten des Kassationshofs, im Hof des Gefängnisses von La Roquette erschossen. Am 17. Juni wurde unter Teilnahme von Abordnungen der großen Staatsinstitutionen das feierliche Leichenbegängnis Darboys abgehalten.

## Publikationen
- Les femmes de la Bible (8. Aufl., Paris 1876)
- Les saintes femmes (4. Aufl. 1877)
- La vie de Saint-Thomas Becket (1860)
- Œuvres pastorales (1876, 2 Bände)